# ジサツのための101の方法
『ジサツのための101の方法』（ジサツのためのひゃくいちのほうほう）は、パソコンソフトブランド公爵が2001年10月5日に発売したアダルトゲーム。ジャンルは妄想心理ノベル。絶版であり、プレミア化しているソフトである。

## あらすじ
高校生の虎菱拓司は、日夜鳴り響く「灰色」に苛まれ、妄想と現実の区別がつかなくなる状態にまで追い詰められていた。そんなある日、高校で「宇宙人による侵略に対抗するための活動を行っている」というチラシを配っている雲井なたねと出会う。初めは信じていなかった拓司だが、同級生の柏木が突然発狂し自殺し、なたねの言うままに世界が崩壊していくのを目の当たりにする。やがて「シェルター」になたね、虎菱早桃、月代カンナ、神凪紅葉、錦城茜子、御堂俊一と逃げ込む。当初は何とか穏やかに過ごしていたが、御堂が食料保管庫として利用していた準備室の鍵を奪い、錦城も御堂の側についてしまう。
御堂は食料の対価として、カンナや紅葉の身体を要求してくる。
ある夜、早桃は拓司に、かつてイマジナリーフレンドのドルチェという黒猫と仲良くしていたことや、ナンパしてきたサラリーマンとセックスして以来、拓司と義兄妹になった後も援助交際をやめられなくなったことを明かす。
やがて、拓司は御堂に反撃するも返り討ちにされて気絶する。気が付いたとき拓司は、白い部屋にいた。そこにいた、なたねに似た少女から「この世界が現実であり、いままで籠城していた学校は過去の記憶。この世界や私は、あなたが作ったもの」と告げられる。それを知った彼は、白い部屋を消し、早桃や紅葉と結ばれる世界を作っては消していった。
そして、「灰色」の世界を作った時、彼は御堂を殺した。
拓司とともにシェルターから出てきた早桃が、ドルチェの姿を認識するところで物語は幕を下ろす。

## 登場人物
虎菱拓司（とらびし たくじ）
本作の主人公。高校生。「灰色」という幻聴によって不眠症であり、度々深夜に外出している。希死念慮を持ち、月代カンナとは密かに交流している。
虎菱早桃（とらびし さもも）
主人公の義妹。高校生。義兄の拓司に恋心を馳せている。学校では虐められている。イマジナリーフレンドの「ドルチェ」がいる。
月代カンナ（つきしろ カンナ）
拓司と同じ高校の生徒。
「自らの生を実感する」ため、ビニール袋に包んだ猫を高所から落として殺す癖がある。拓司には、同じ死の世界に関心のある者として好感を持っている。
神凪紅葉（かんなぎ もみじ）
拓司の幼馴染。高校生。かつて拓司と観覧車の中で、結婚の約束を交わしている。
雲居なたね（くもい なたね）
学園一の秀才であり、電波少女。ある時期以降、自らを宇宙人にレイプされたと信じ、宇宙人に対抗する協力者を募るビラを配っている。
錦城茜子（きんじょう あかねこ）
拓司たちの高校の国語教師。
御堂俊一（みどう しゅんいち）
拓司たちと同じ学校の不良生徒。ドラッグや売春などの暴力的な噂が絶えない。拓司のことは気に食わないと思っている。
若草ゆき
故人。カンナの友人であると同時に、尊敬する人物の対象だった。また、カンナのする猫殺しは、かつてゆきが行っていたものである。ホテルの一室でカンナと共に大量の薬剤を服用して心中を図るも、彼女だけが死亡してしまった。
ドルチェ
羽のある人語を話す黒猫。早桃が子供のころから見ているイマジナリーフレンド。知識が豊富であり、度々早桃に対し忠告したりする。会話の最後をいつも「答はね、早桃ちゃん。風のなかにあるニャ」で締めくくるのが口癖。
柏木
御堂の仲間の一人。後述する「自殺波動」により、耳にシャープペンシルを差し込んで自殺した。
教授（きょうじゅ）
拓司が夢の中で見る「病室」に登場する精神科医。「拓司は記憶喪失と発狂を繰り返している精神病患者で、学校世界こそが夢であり、この世界こそ現実だ」と主張する。
ナタネ
メガネはかけていないが、なたねに瓜二つな少女。「病室」に登場し、「教授に気をつけて」と拓司に忠告する。

## 用語
なたねによって考えられたものであり、作中内に実在するとは明示されていない。「宇宙人」「生体兵器エンケリュス」は、なたねのセリフ以外に登場しない。
宇宙人
人間を滅ぼそうとする存在。なたねを強姦した。
自殺波動
浴びてしまうと殆どの人間は自ら自殺してしまう謎のエネルギー。アルミホイルで防ぐことができる。
最終波動
宇宙人の起こす世界を滅ぼす波動。また、自殺波動は最終波動の前兆である。アルミホイルで防ぐことができる。
生体兵器エンケリュス
上記の自殺波動を発生させる怪生物。地中を潜行する。宇宙人の侵略兵器。
シェルター
なたねが理科室・準備室に作った、最終波動から逃れることができる場所。食料などのサバイバルを行うための道具が多く集められている。壁一面にアルミホイルを敷き詰められている。

## スタッフ
- 原画：貴森裕友
- シナリオ：山田おろち
- 音楽：YET11（PULSENOTES）

## 主題歌
- オープニング曲「ヒカリ」
- エンディング曲「シアワセノサガシカタ」
  - 作詞：山田おろち / 作曲：YET11 / 歌：佐藤裕美

「ヒカリ」は歌詞の内容が残虐かつ反社会的であることを理由に長らくCD化を見送られていたが、2010年の佐藤ひろ美の歌手活動10周年記念アルバム『佐藤ひろ美 THE BEST -Ever Green-』に収録された。

## CD
本作の関連CDは永らく未発売のままであったが2011年作曲者であるYET11によりメーカー公認のサウンドトラックが発売された。なお主題歌の「ヒカリ」はリアレンジverも併せて収録された。「untitled01～03」はアウトテイクである。裏ジャケットには、著作権を有限会社シルバーボックスが保有している旨が記されている。
|   | リリース       | タイトル                                                       | 規格   | 販売生産番号 | 収録曲 | 備考 |
| - | -------------- | -------------------------------------------------------------- | ------ | ------------ | --- | ---- |
| 1 | 2011年05月01日 | 「ジサツのための１０１の方法」「末期、少女病」サウンドトラック | 12cmCD | PLNS-10/11   | Side-A 1 ヒカリ 2 カケタココロ 3 カラノスイソウ 4 ジユウラッカ 5 タシカナキノウ 6 ナチュラル 7 ミワク 8 ツミトバツ 9 クズレオチテ 10 クウハクノトキ 11 シアワセノサガシカタ 12 ヒカリ (101M/S re-arrange version) 13 untitled01 14 untitled02 15 untitled03 Side-Bは「末期、少女病」の楽曲のため省略 |      |